# Citroën Type C4/C6

De Citroën C4 en de Citroën C6 zijn auto's geproduceerd door de Franse autofabrikant Citroën van 1928 tot 1932. In het begin van de 21e eeuw werden deze namen opnieuw gebruikt voor modellen van het merk Citroën.
Op de Parijse autosalon van oktober 1928 presenteert Citroën de C-serie. Deze datum is een mijlpaal in de geschiedenis van Citroën, omdat naast de nieuwe C4 (de opvolger van de B14) met een cilinderinhoud van 1628 cc, ook een volledig nieuw topmodel met een zescilindermotor wordt geïntroduceerd: de C6, met een cilinderinhoud van 2442 cc. Hiermee bereikte de auto een top van 105 km/h.

Beide modellen profiteren van alle verbeteringen van het voorgaande model, waaronder de volledig stalen carrosserie, en blijven tot ze in september 1932 uit productie worden genomen uitstekend verkopen. In 1931 bestaat het C-serie gamma uit 47 verschillende uitvoeringen.

Op 1 april 1932 ondergaat de C-serie een revolutionaire vernieuwing die het comfort zeer ten goede komt: de zwevende motor. De C4 zal lange tijd de reputatie genieten een bijzonder robuuste en veelzijdige auto te zijn, zelfs in de jaren 50 van de twintigste eeuw reden er nog veel van rond.

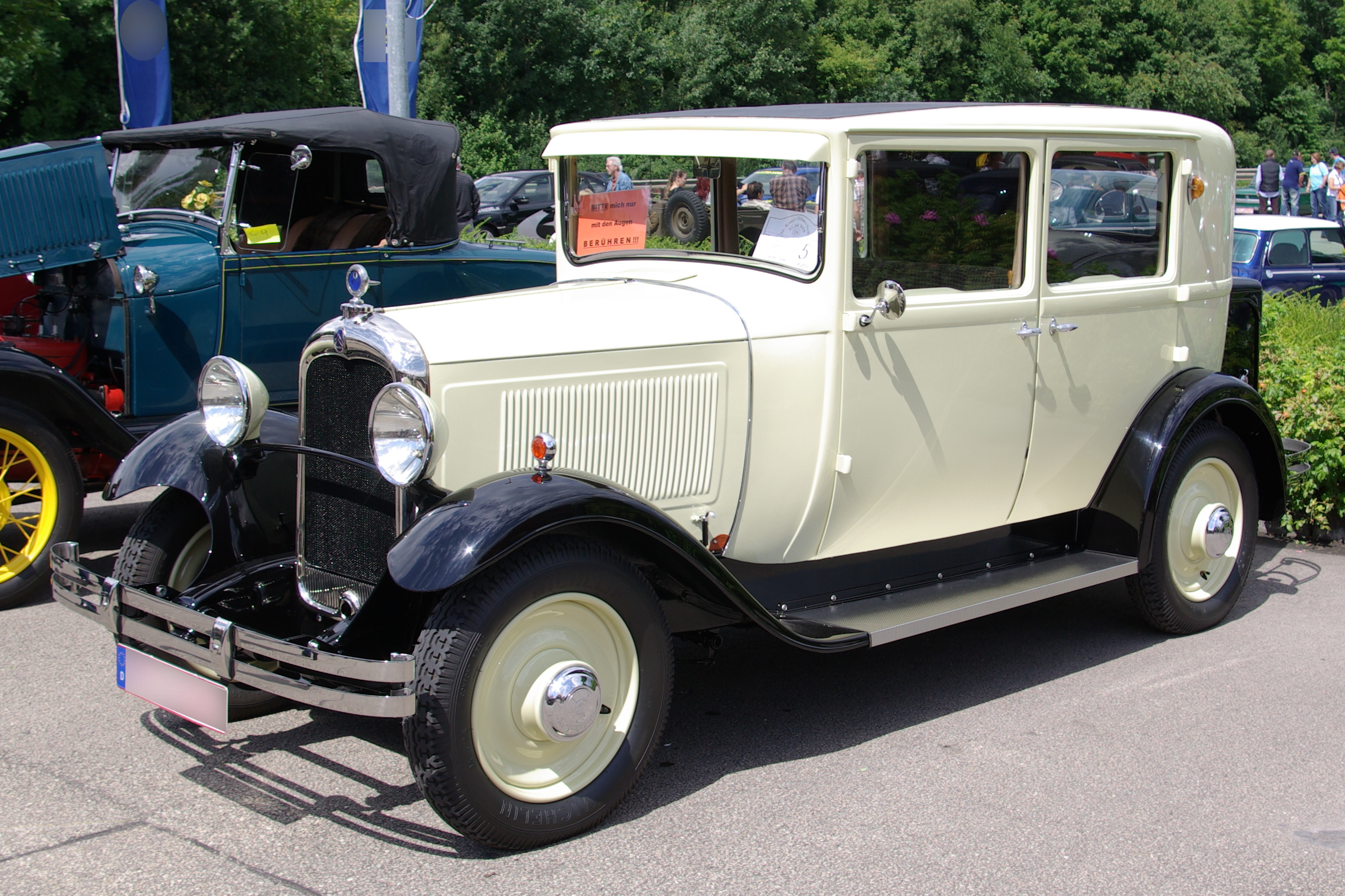
Citroën C4
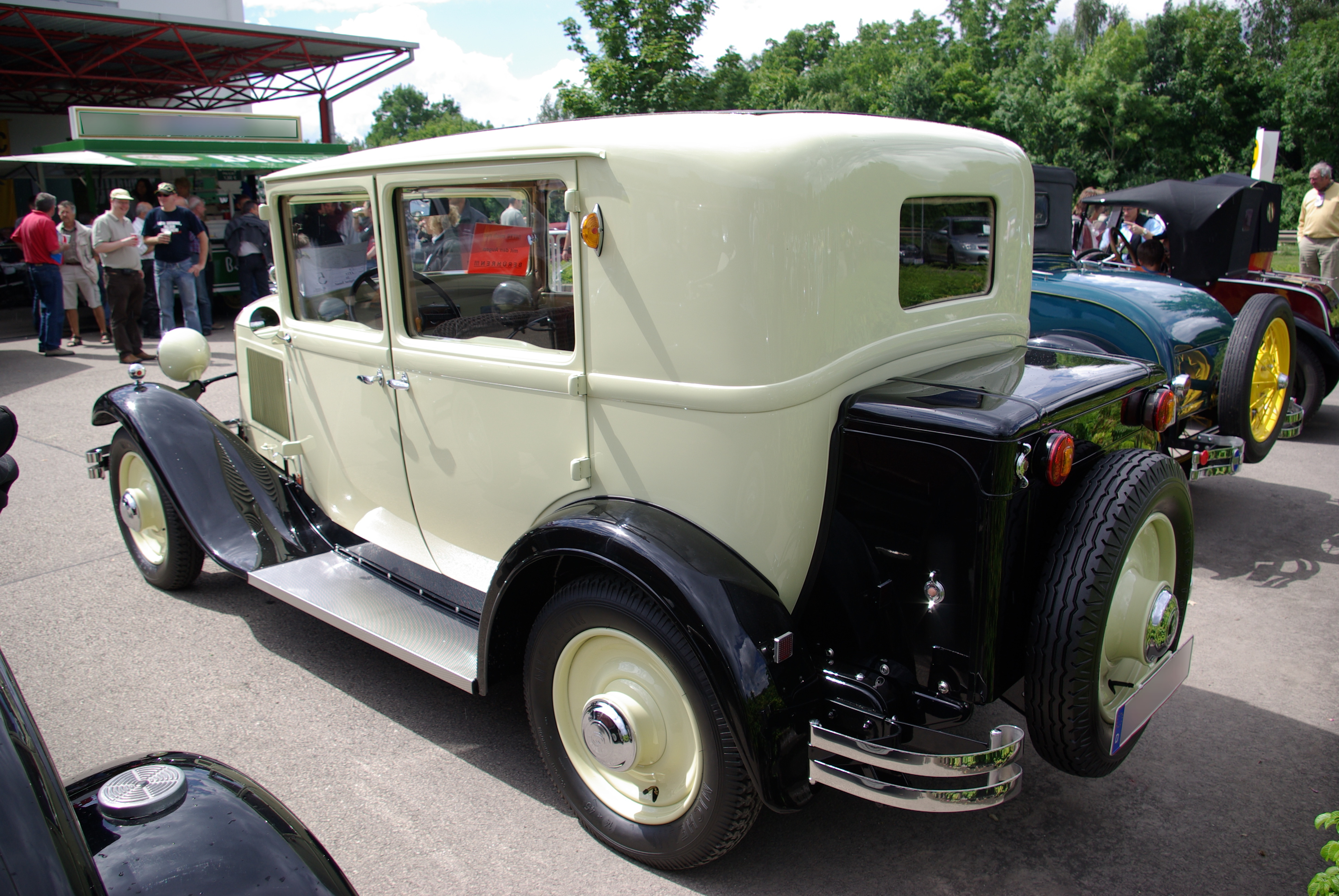
Citroën C4
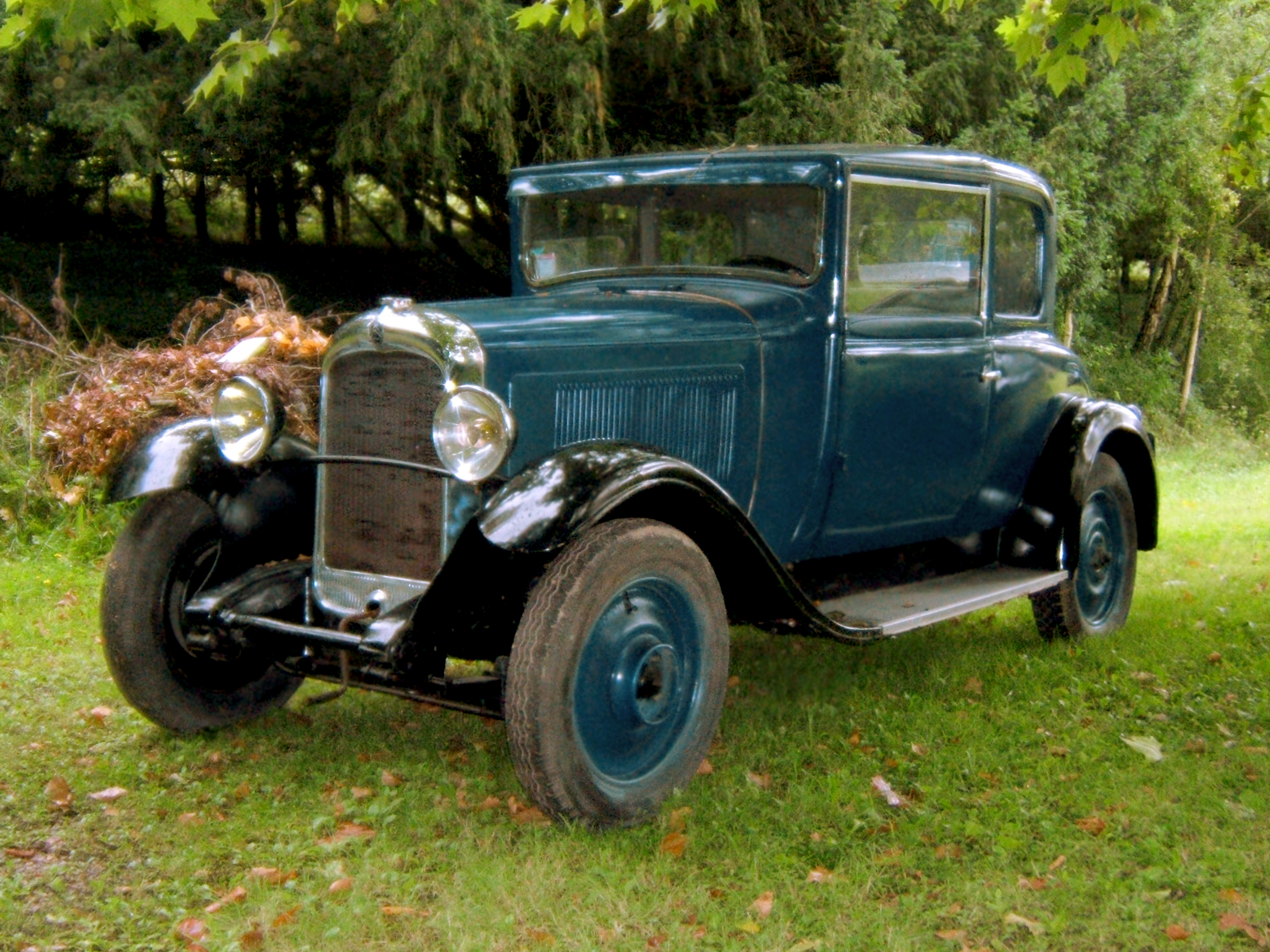
Citroën C4
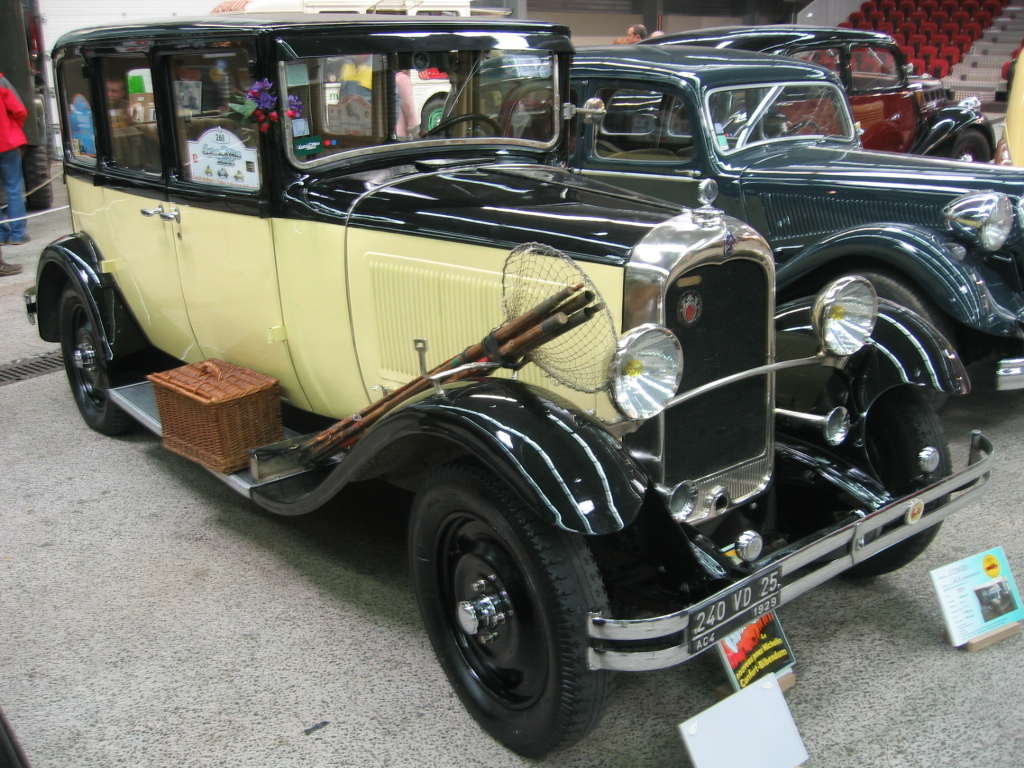
Citroën C4
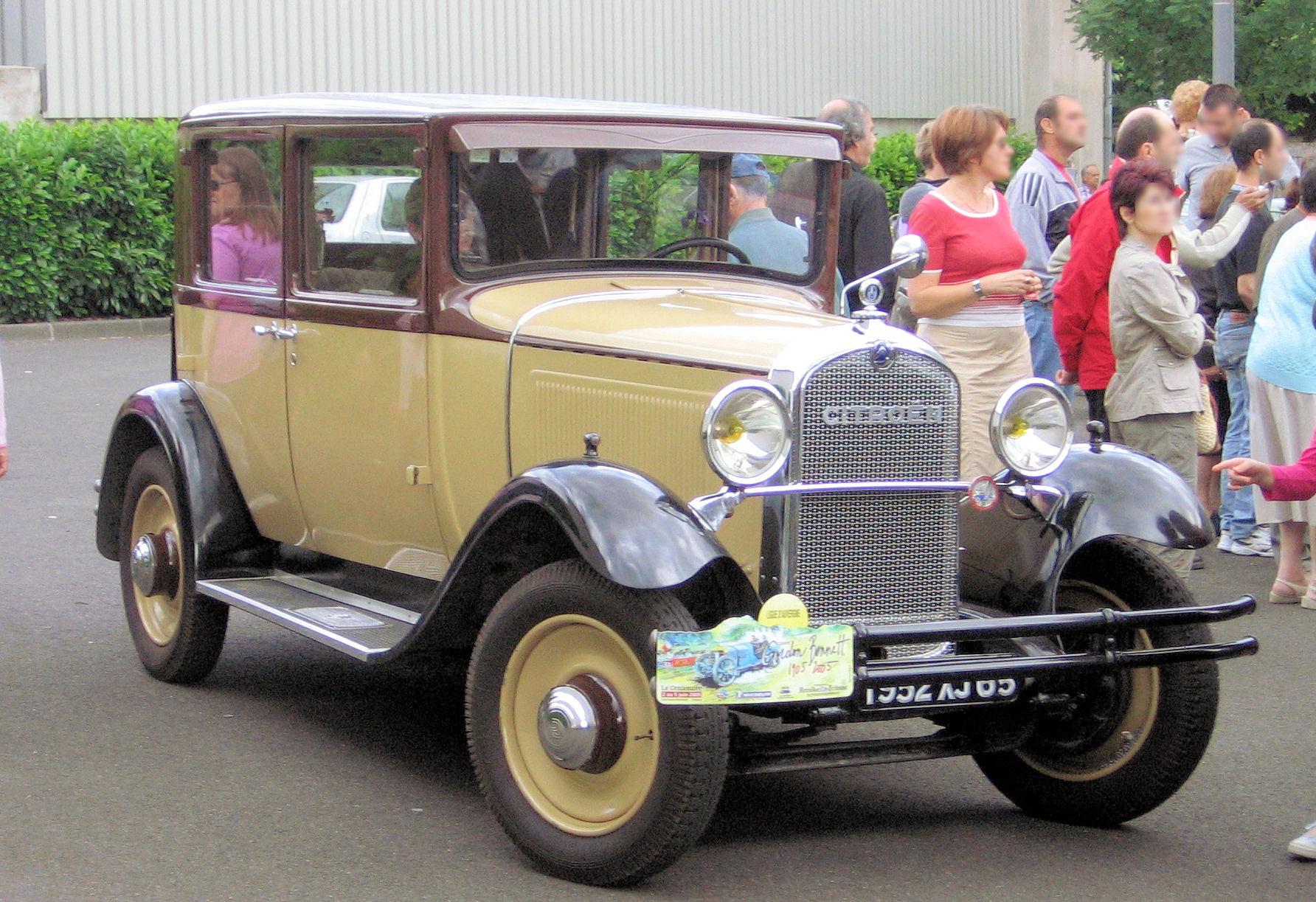
Citroën C6